# Donji Dabar
Donji Dabar (szerbül: Доњи Дабар) szerb falu Bosznia-Hercegovinában, a Bosznia-hercegovinai Föderáció Una-Szanai kantonjában, Sanski Most községben.

## Fekvése
Bosznia-Hercegovina északnyugati részén, Bihácstól légvonalban 57, közúton 77 km-re keletre, Sanski Most központjától légvonalban 7, közúton 10 km-re délnyugatra, a Dabar-patak forrásvidékétől északnyugatra elterülő dombvidéken fekszik. Házai szétszórtan, házcsoportokban találhatók a dombok között. A Dabar-folyó egy halban gazdag, bővizű, 3,5 km hosszú vízfolyás, mely közvetlenül a Dabari-barlang mellett fakad, útjának nagyrészén egy szurdokvölgyön folyik át, és Klijevac falu közelében ömlik a Szanába. A Dabar-folyó forrása mellett található Dabari-barlang a Hrustovói-barlanghoz hasonlóan szintén őskori élőhely, de még nem kellően feltárt. Ezeken a barlangokon kívül még néhány faluban vannak kisebb-nagyobb barlangok amelyek egy része az 1941-1945 közötti nemzeti fekszabadító harcok idején menedékhely volt és alkalmanként sebesült és beteg partizánok menedékhelyéül is szolgált.

## Népessége
| Nemzetiségi csoport | Népesség 1991 | Népesség 2013 |
| ------------------- | ------------- | ------------- |
| Szerb               | 795           | 27            |
| Bosnyák             | 0             | 0             |
| Horvát              | 1             | 0             |
| Jugoszláv           | 0             | 0             |
| Egyéb               | 0             | 4             |
| Összesen            | 796           | 31            |

## Története
A régészeti leletek tanúsága szerint a település területe már az őskortól fogva lakott volt. A határában található Dabari-barlangban a közeli Hrustovói-barlanghoz hasonlóan őskori település volt. Az itt talált kerámiatöredékek az újkőkorszakhoz és a vučedoli kultúrához tartoznak. A Velika Gradina lelőhelyen őskori erődítmény maradványai találhatók. Korát a késő bronzkorra és a kora vaskorra teszik.
A középkori Mren megye a Szana-folyótól nyugatra, a folyó körüli területet fedte le, nevét a Mren-folyóról kapta, amelynek ma Dabar neve. Benedikt Kuripešić az „Úti leírás Bosznián, Szerbián, Bulgárián és Rumélián keresztül” (Putopisu kroz Bosnu, Srbiju, Bugarsku i Rumeliju) című, 1530-ban kiadott művében írja le utazását Laibachból (Ljubljana) Novo Mesto, majd Kladuša, Krupa és Kamengrad várain keresztül. 1530. augusztus 30-án azt írja, hogy Kamengradból indult és „egy gyönyörű mezőn ment át, majd lement a Mren nevű vízhez, átkelt egy hídon és egy másik, Sanitza nevű vízhez érkezett. Ott egy kis dombon két elhagyatott romot látott: „Klanenatz” és „Lisconatz” romjait. Leírja a felettük, a Szana-folyó bal oldalán emelkedő, hosszú és sziklás dombot, melyet „Klemenatz”nak nevez. A domb alatt van egy falu, majd keletre két elhagyatott vár, „Szekollour” és „Gurseu”. Ez a Kuripešić által közölt információ a Mren folyóról egyértelműen megerősíti, hogy a mai Dabar-folyó azonos a középkori „Mrin” (Mren) folyóval, mert a Kamengradból a Szanica felé vezető úton nincs más nagyobb vízfolyás, mint a Dabar.
Az Oszmán Birodalom 1463-ban hódította meg ezt a vidéket. Dabar falut egy 1783-ban kelt török dokumentumban említik. A törökök egy ún. csardakot, egy fából épített őrtornyot építettek ide, mely többször leégett, de a bég mindig újjáépítette. Az 1875/78-as felkelés idején is leégett, és ugyancsak leégett az 1917/18-as években az ún. „zöld káderek” elleni harcok alatt. Az épület alapjainak maradványai még ma is kivehetők, a csardak melletti kútrendszer pedig ma is használatos. 
A törökellenes felkelés idején a török egységek gyakran hatoltak be a Grmeč-hegység falvaiba, sőt magába a Grmeč-hegységbe is, és egy alkalommal egy tábort is megtámadtak az erdőben. A szájhagyomány szerint több mint 200 paraszt vett részt Szana régióból ebben a felkelésben. Ismeretes, hogy létezett egy Dabar-Eminov nevű felkelő egység is, amelyben a dabariaknak megvolt a saját szakasza. A dabari szakasz vezetői Jovo Milivojša, egy Zovikának hívott férfi, és egy bizonyos Pašajlija volt, akinek a rendes nevét már elfelejtették. Eminov a mai Milanovac falu volt, amelynek 24 parasztja vett részt a harcokban.
1878-ben a település az Osztrák-Magyar Monarchia része lett. Az első osztrák-magyar népszámlálás során Dabaron 874 lakost számláltak, akik mind ortodox szerbek voltak. 1895-ben Dabar falu településrészei Brajić Tavan, Brankovići, Crna Voda, Crnomarkovići, Do, Ilići, Kondići, Mlilinkovići, Miljuši, Mrežnica, Popovića Brdo, Rujan, Varoš és Vokići voltak. 1910-ben Dabar község 1824 lakossal rendelkezett. 1921-ben 1771 lakosa volt. 1930-ban Dabar egyike volt Szana megye nyolc községének, de nem sokkal ezután a közigazgatási átszervezés során megszűnt önálló község lenni. A dabari elemi iskola építése 1907-ben kezdődött, de a munkálatok 1914-ben abbamaradtak és csak 1918-ban nyíilt meg az intézmény. A helyi földműves szövetkezet 1922. július 7-én alakult meg és egészen a német invázióig, 1941-ig működött. 1941-ben Dabar azok közé a falvak közé tartozott, ahol csak szerbek éltek.

## Nevezetességei

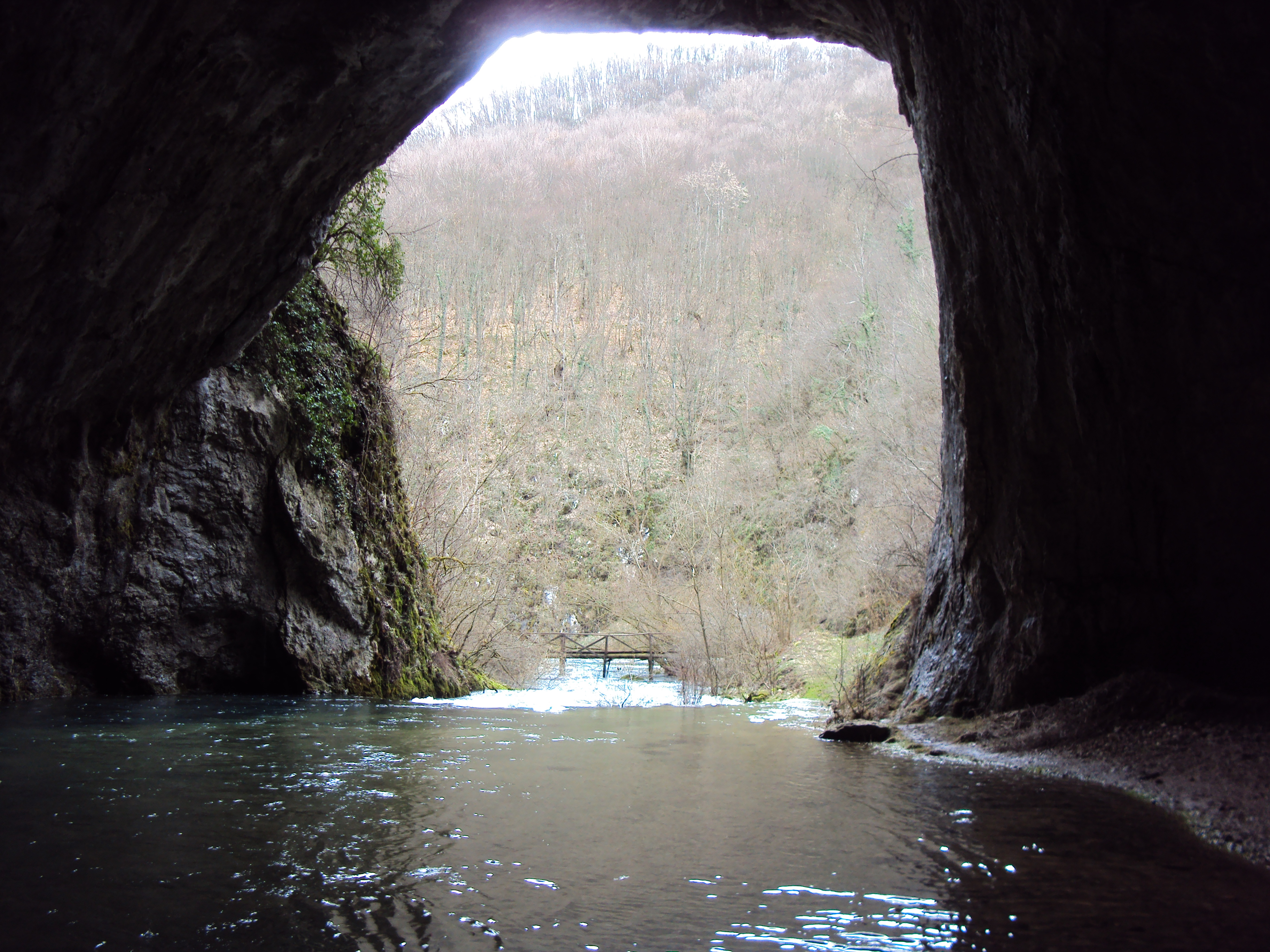
A barlang bejárati része belülről

- A Dabar forrása felett található a Crkvina nevű lelőhely, ahol egy középkori templom, temető és egy kisebb erőd maradványai találhatók. A templomból csak némi falmaradvány maradt fenn, a temető szinte megsemmisült, csak két, „in situ” helyezetben álló sírkő látható belőle. A forrás irányában egy 10x8x2 méteres nagyságú kisebb, késő középkori erőd maradványai láthatók.[4]

- Marijanovići nevű településrészén egy kiemelkedő domb platóján, a Velika Gradina lelőhelyen őskori erődítmény maradványai találhatók. Az erődöt három oldalról kőfalak védték, míg a nyugati oldalon meredek lejtő volt. Korát a késő bronzkorra és a kora vaskorra teszik.[4]

- A dabari ortodox templomot 1859 előtt építették.

- A Dabar barlang (Dabarska pećina) a Dabar folyó forrásánál található. A közeli Hrustovói-barlanghoz hasonlóan itt is őskori település volt. A barlang nyílása háromszög alakú. Belsejében hamut és kerámiatöredékeket találtak, melyek az újkőkorszakhoz és a vučedoli kultúrához tartoznak. Ezt a barlangot később is ideiglenes szállásként használták. A Dabar egyik forrásága magában a barlangban található. A barlang geológiailag máig feltáratlan, így senki sem tudja biztosan, milyen hosszú és mély. A barlangba belépve hatalmas belső tér nyílik meg, és minél beljebb jutunk a belsejébe, olyan vízzel találkozunk, amelynek tavai esős és havas időszakokban nagyobbak. A heves esőzések során egy nagy tó képződik, amely lehetetlenné teszi a barlangban a mélyebbre jutást. A Dabari-barlang nem bővelkedik barlangdíszekben, cseppkövekben és sztalagmitokban. A régészeti kutatások feltárták, hogy a barlang a történelem előtti időkben lakott volt, mivel olyan tárgyakat találtak, amelyeket őseink a mindennapi életben használtak. A közelben egy erődített település maradványait is megtalálták, amelyek feltételezések szerint az illír korból származnak.[6][7][8]

- Dabar faluban van egy forrás, amit az emberek Crna Vodának, azaz Fekete Víznek hívnak, ezért a falu azon része is a Crnovoda nevet viseli. A forráshoz egy helyi legenda fűződik. Az emberek azt mondják, hogy ezen a helyen egy királynő menekült két gyermekével az ellenség elől. A gyerekek nagyon szomjasak voltak, és folyton vizet kértek. Az anya megvigasztalta őket, és azt mondta, hogy lesz víz, míg végül hosszú vándorlás után a mai Dabar faluban vízre bukkantak. Akkor a királynő ledobta a gyerekeket és vidáman rohant, hogy vizet vegyen, ám amikor visszatért, a gyerekeket holtan találta. A királynő jajgatott a gyerekek után, és sírva mondta, hogy remélte, hogy a víz megmenti őket, és ez esett meg vele – fekete víz. Azóta ezt a forrást a falusiak Crna Vodának, vagyis Fekete Víznek hívják.[5]